# NGC 2983
NGC 2983 (również PGC 27840 lub UGCA 176) – galaktyka spiralna z poprzeczką (SB0-a), znajdująca się w gwiazdozbiorze Hydry. Odkrył ją William Herschel 10 marca 1785 roku.